# Lords of the Realm III
Lords of the Realm III là tựa game chiến lược thời gian thực do hãng Impressions Games phát triển và Sierra Entertainment phát hành vào năm 2004. Đây là phần thứ ba nằm trong dòng game Lords of the Realm và cũng là bản cuối cùng do Impressions Games làm ra với nhiều cải tiến, đáng kể nhất là phần điều khiển trận đánh được xây dựng dưới dạng 3D, đồ họa sắc sảo hơn phiên bản trước.

## Cốt truyện
Lords of the Realm III lấy bối cảnh Châu Âu vào thời Trung Cổ, tập trung vào giai đoạn từ năm 1000 tới 1400 với bản đồ sự kiện trải dài từ Ailen tới miền bắc nước Ý. Đây là một thời kỳ mới khi mà thời kỳ Tăm tối (Dark Ages) rút lui dần nhường chỗ cho thời đại của quyền lực và tôn giáo. Hai quyền lực này luôn xung đột với nhau ở hầu hết mọi quốc gia châu Âu cổ. Thế lực của triều đình suy yếu, các vua chúa phải dựa dẫm vào các vị công tước, bá tước của mình để tồn tại, và họ đã không bỏ qua cơ hội để "xưng vương xưng bá" một cõi. Chiến tranh rình rập ở các ngõ ngách, chỉ cần một sơ hở là kẻ thù sẵn sàng xua quân xâm chiếm ngay tức khắc lãnh địa của đối phương. Người chơi lúc này sẽ hóa thân thành một vị lãnh chúa "vô danh tiểu tốt" bắt đầu con đường tranh bá đồ vương của mình bằng cách tiêu diệt các thế lực cát cứ và thu gom thiên hạ về một mối.

## Lối chơi
Lords of the Realm III xuất hiện thêm nhiều nhân tố mới bao gồm bốn chiến dịch dựa trên lịch sử của bốn nước Anh, Pháp, Đức và Ailen; ngoài ra còn có một số quốc gia có liên quan như Scotland, Ý... Trong mỗi chiến dịch thì người chơi có thể lựa chọn một trong các phe trên trước khi vào cuộc, mỗi phe sẽ có các quân chủng đặc trưng của mình. Cũng giống như trong phiên bản trước đây, game chia làm 3 mảng chính: Kinh tế (Resource Level), ngoại giao (Political Level) và quân sự (Combat Level)., Nnhưng thay vì để người chơi trực tiếp điều hành mọi chuyện thì giờ đây game đưa vào đội ngũ "phục vụ viên" (gọi là Vassal) để giúp đỡ người chơi, và như vậy công việc của người chơi chỉ đơn giản là giám sát tổng thể và ra quyết định khi cần thiết. Đội ngũ này gồm bốn loại: hiệp sĩ (Knight), thương gia (Burgher), nông nô (Serf) và tăng lữ (Clergy). Người chơi sẽ gán nhiệm vụ cho mỗi nhân vật tùy tùng của mình bằng cách giao đất cho họ quản lý và tùy theo chức năng của mỗi người mà vùng đất này sẽ dùng vào các mục đích khác nhau, chẳng hạn hiệp sĩ có nhiệm vụ xây lâu đài và gầy dựng quân đội, giới tăng lữ thì xây nhà thờ, thánh đường để tăng lòng tin tôn giáo nơi nhân dân và quan trọng là lấy niềm tin nơi Giáo hội... Nếu niềm tin đạo giáo của người chơi quá thấp sẽ không tránh khỏi các cuộc "thánh chiến" xuất phát từ Giáo hội và những kẻ thù không đội trời chung nhất định sẽ không bỏ qua cơ hội hiếm có này để cướp đoạt tài sản của người chơi.
Mỗi lãnh chúa sẽ có 3 mức đánh giá: phong cách hiệp sĩ, tôn giáo và danh dự. Các mức này sẽ tăng hoặc giảm dựa trên hành động của người chơi, chẳng hạn khi hành quân có thể cướp bóc hoặc triệt hạ những khu vực kinh tế của đối phương, điều này sẽ mang lại tiền bạc nhưng đồng thời cũng làm người chơi mất uy tín với các lãnh chúa khác và quan trọng nhất là giáo hội. Đồ họa trong game cũng được chuyển sang 3D hoàn toàn, có thể xoay 360 độ, phóng to thu nhỏ. Nhưng sự thay đổi quan trọng nhất chính là chế độ chơi: trước đây game phân làm 2 mảng rõ rệt, phần bản đồ thì theo lượt còn dàn trận là thời gian thực thì nay game chuyển về một trạng thái duy nhất: thời gian thực. Điều này có nghĩa là khi người chơi đang giao chiến với kẻ thù trong phần dàn trận thì thời gian trong phần bản đồ vẫn tiếp tục mà không ngừng lại như trước đây, và như vậy cơ hội đụng độ liên tục cùng lúc sẽ diễn ra nhiều hơn, dẫn đến độ khó sẽ tăng lên. Tuy nhiên game lại có chế độ hỗ trợ: người chơi có thể giao phó trận đánh dở dang cho máy đảm nhận để quay về giải quyết những sự kiện đang xảy ra.
Một số thay đổi khác của game như mùa màng sẽ không chuyển biến lẹ như trước đây (do ảnh hưởng của chế độ thời gian thực), quân đội được điều khiển dưới dạng nhóm mà không phải cá nhân (trừ một số quân đặc biệt), nếu bắt sống hiệp sĩ đối phương sẽ làm ảnh hưởng tới tinh thần chiến đấu của quân lính đối phương và có thể dùng con tin giá trị này để đổi lấy một món tiền chuộc kha khá... Game có 2 chế độ chơi chính là Conquest (chủ yếu nằm trong phần chính của game) và Battle (chọn quân và đánh nhau mà không cần phải quản lý gì hết, trong chế độ này có một số trận đánh được mô phỏng dựa trên lịch sử có thật). Các chế độ chơi trên có thể sử dụng cho mục chơi mạng (tối đa 8 tay chơi), trong đó đáng chú ý là chế độ chơi nhóm (có khả năng là Co-op) – một hình thức mới trong loạt game Lords of the Realm.